# مؤتمر القمة العالمي حول الأمن الغذائي
عُقِد مؤتمر القمة العالمي لرؤساء الدول والحكومات حول الأمن الغذائي في روما عاصمة إيطاليا، خلال الفترة ما بين 16 و18 نوفمبر 2009، من طرف مجلس المنظمة «الفاو»، بناءً على مناشدة جاك ضيوف وهو سياسي سيتغالي والمدير العام السابق لمنظمة الأغذية والزراعة للأمم المتحدة "FAO"؛ (Food and Agriculture Organization of the United nation) وحضر المؤتمر رؤساء دول وحكومات البلدان الأعضاء لدى المنظمة، ومنظومة الأمم المتحدة.

## دوافع عقد المؤتمر
أعلنت منظمة الأمم المتحدة أن مشكلة انعدام الأمن الغذائي العالمي وتفشي المجاعة، ما تزال قائمة بشكل مهول وخطير، ووفقًا لتقديرات المنظمة فإن عدد الأفراد الذين يعانون من انعدام الأمن الغدائي والمجاعة يمكن أن يرتفع بمقدار 100 مليون شخص آخر عام 2009، بحيث يتجاوز عتبة المليار نسمة، وعدد الأفراد الذين يعانون الجوع وسوء التغدية يبلغ 1.02 مليار فردًا؛ أي ما يصل لسُدس سكان العالم يَنقُصهم الغذاء الكافي للعيش، كما أن أسعار الأغذية لا تزال مرتفعة في البلدان الفقيرة، إضافة إلى قلة فرص الشغل بسبب الأزمة الإقتصادية العالمية.

## أهداف عقد المؤتمر
إن الغاية من عقد هذا المؤتمر هو حل مشكلة انعدام الأمن الغدائي والجوع في البلدان، ولتحقيق هذا الهدف ترى المنظمة أن المؤتمر عليه أن يحدد نظامًا أكثر اتساقًا وفعّالية للتحكم بمسائل الأمن الغذائي العالمي بما في ذلك بناء نظام فعال لتأمين إيجاد السبل الكفيلة لحاجة المزارعين في البلدان المتقدمة والنامية على حد سواء، على أجور ثابتة مثل العاملين في القطاعات الأخرى، والتوصل إلى اتفاق على آليات فعالة للاستجابة السريعة للأزمات الغذائية.

## الدعم
أعلنت منظمة الأغذية والزراعة للأمم المتحدة «الفاو»: أن المملكة العربية السعودية قرّرت دعم مؤتمر القمة بتغطية ما يُقدَّر بنحو 2.5 مليون دولار أمريكي، كتكاليف لمؤتمر القمّة العالمي، وقدم هذا العرض من طرف سلمان بن عبد العزيز آل سعود وذلك خلال زيارة المدير العامِ للمنظمة للمملكة العربية السعودية.

## النتائج المستخلصة من المؤتمر
لقد انعقدت عدة اجتماعات قبل انعقاد مؤتمر القمة مثل اجتماع القطاع الخاص في ميالنويوم 12 و13 نوفمبر2009، واجتماع البرلمانيين ومنتدى للمجتمع المدني في روما من يوم 14 و16 نوفمبر، وأعلنت المنظمة أنه ثمة ثلاث فعاليات مهّدت الطريق للقمة وهي: منتدى الخبراء الرفيع المستوى حول «إطعام العالم في عام 2050»، في 12-13 أكتوبر: لجنة الأمن الغذائي العالمي، من 14 إلى 17 أكتوبر: ويوم الأغذية العالمي في 16 أكتوبر.
أطلقت العريضة للقضاء على الجوع أسبوعاَ قبل انعقاد مؤتمر القمّة. أعلن المدير العام جاك ضيوف خلال اجتماع القطاع الخاص في ميالنو، أن المنتدى يشكًّل فرصةً سانحة لمُمثلي القطاع الخاص، ليتمكّن القطاع الخاص من المُساهمة بفعّالية قُصوى في القضاء على الجوع والفقر ونقص التغدية الصحية.